# ROMANTIQUE (大貫妙子のアルバム)
『ROMANTIQUE』（ロマンティーク）は、大貫妙子の4作目となるスタジオ・アルバム。1980年7月21日にRVC（現：アリオラジャパン）から発売された。

## 解説
前作『MIGNONNE』リリース後、大貫は約2年間の沈黙期に入る。その理由を大貫は「『ミニヨン』がまわりの期待に反し売り上げがやや不調であったことや、プロデューサーと折り合いをつけることができなかった疲れから、もう音楽を仕事にしていくことはやめようと考えていました。シュガー・ベイブというサブカルチャーからの出発はヒットを生む音楽業界のパワーには馴染めないものだったし、ソロになってからの私も、シンガー・ソング・ライターとして時代の趨勢に身を委ねることができなかったのです。そしてその頃、私は国内を旅したり、湘南に住んでいた友人宅に集まっては、みんなで夜明けまで語り合ったりする日々を過ごしていました」という。その間、山下達郎のコンサート・ツアーにバック・コーラスとして参加していたほか、CMソングの制作やコーラスでのスタジオ仕事を行っていた。またその間に、他アーティストへの楽曲提供も行っていたが、それについては「その間に人に曲を書いたことが実は勉強になっているんですが、歌謡曲畑の人達とかに書いたりして。といっても採用されたのは一曲か二曲くらいですが、本当は何十曲と書いているんです。毎日毎日書き直しの連続で、何でこんなことやってるんだろうと思いながらも、聴く人のことを考えて分かりやすいものを書くというのはどういうことだろうということをすごく考えまして、今まで全く人のことを考えてなかった自分に気がついたわけですよね。別に拒絶していたわけじゃないんですけれど。やっぱり所詮、人にお金を払っていただいてレコードを買ってくれる人がいなかったら仕事はできない。それでもう一回、ちゃんとやってみたいというかね、音楽を仕事としてちゃんとやろう。改めて決心したのであります」という。
その沈黙の後、80年初頭にレコーディングの話が持ち上がる。そのきっかけを大貫は「以前からの知人だった牧村憲一さんという人物が、プロデューサーとして登場するんです。“ヨーロッパっぽい音楽をやってみない? 合ってると思うんだけど”って。すごい資料魔なんですよ、彼。私もヌーヴェルヴァーグが好きだったし、ちょうど“休みを取った後”だったから。やってもいいかなという気になって」と振り返っている。
サウンドのイメージは「フランソワーズ・アルディですね。それと『ラジオのように』のブリジット・フォンテーヌ。その後凝っていろいろと聴きましたけど、映画音楽を通じて聴いていたフランシス・レイとミシェル・ルグラン以外だと、前もって知ってたのはその二人くらいだった」「プロデューサーがアイデアを出してくれた一方で、それを音にしていく上では坂本さんの力が大きかったですね」としている。ただ、アルバム全編フランスというわけでもなくて、イタリア的な雰囲気の曲があったり「ロシアのほうにも行っているんじゃないですか。<果てなき旅情>や<ふたり>は“モスクワッ”って感じがするし。広がりのある“ヨーロッパ”ですよね。それと、こういう曲をアレンジしてほしいという時、音以外にもヴィデオとか本とか、イメージを生み出せる材料をごっそり渡しておくんです。実際坂本さんとは一緒に曲作りをしていたようなものでしたね。“その音はいやだ”とか“もっとこうしてくれ”とか、それこそ千個くらい注文をつけながらやってるんで」「やっぱり映像的な表現は、どんな曲であれいつも意識してます。歌詞がつくのは一番最後なんですよ。まずメロディがあってサウンドがあって、その段階で大体世界が見えていないといやなんです。そこに乗せるべき言葉を探していく。歌詞なんて別に重要じゃないというと語弊があるけど、歌詞によってメッセージを伝えるというのはあまり好きじゃない。音楽全体を通して何かが見える。むしろ言葉がない部分にこそ重要なものがある、そういう状態が自分としては好きだし目指したいですよね」とも答えていた。また、歌い方もこのアルバムを境にはっきりと変化したが、「それまでは“アーッ”とか結構乱暴に歌っていたのが、『ロマンティーク』には全然合わなかった。それこそフランソワーズ・アルディじゃないけど、フランス語独特の息の抜き方を意識したんです。当時は語るようなヴォーカルに、自分の歌い方のひとつを見つけた感じがしました」という。
プロデューサーとして参加した牧村は、このときの状況を「初めてのソロ・アルバム『グレイ・スカイズ』の時に、すでに彼女の中にある“アメリカン・フレーヴァーではないもの”を僕は感じていた。あのアルバムの中の<When I Met The Gray Sky>は、後のヨーロピアン指向の隠れた作品だと思う。その頃から、全体の何割かの部分で、ヨーロッパ的なものがあったと思っている。『ミニヨン』では、友達でもある小倉エージ氏にプロデュースをお願いしたが、その時に出て来たのは、やはりアメリカ的な世界だった。でも、そのアルバムに“ミニヨン”というタイトルが付いた事が非常に暗示的だと思う。その後一年以上、彼女がレコードを出してなかった時、僕が“ター坊の中で今まで表現していないものを凝縮して出してみたら”と言った。で、スタッフ等を考えている内に“今回は僕がプロデュースしてみよう”と思った。それが『ロマンティーク』なんだ。『ミニヨン』の時にエージが良い事を言っていたので、それを下敷きにして、ドラマツルギーみたいなものを要求した事が、ああいうサウンドになったんじゃないかな。ヨーロピアン云々ではなくて、彼女の詞やメロディーや声やキャラクターを生かすのが、あのサウンドだったわけ。ある意味では危険な賭けだったけど、その結果、彼女の潜在的な幅広い音楽性が目覚めたし、彼女のファンも『ロマンティーク』によって彼女のイメージを具体的に捉える事が出来たんじゃないかな。『ロマンティーク』は本当に苦労した。準備期間に半年から一年かかったし、あれだけで僕の中のノン・アメリカン志向を使いきったと言えるわけ。でも、『ロマンティーク』で彼女の新境地が開けて、彼女の存在価値がわかって貰えたのなら、駄目押しをしておきたいと思った。で、『ロマンティーク』で出来なかった部分を『アヴァンチュール』でやることになったんだ。『アヴァンチュール』で路線が確定したことによって、僕のプロデューサーとしての役目は終わったわけ。だけど、レコードをプロデュースするだけではなく、良いプロデューサーにバトン・タッチするのも、プロデューサーの役割のひとつなんだ。その良いプロデューサーというのが大貫妙子だったというわけ。今までやってきたことを良くわかっていて、具現化できる人だったから、僕は大貫妙子にバトン・タッチした」と振り返って後にコメントしている。
アルバムには坂本龍一の他に加藤和彦もアレンジャーとして参加しているが、その理由を大貫は「加藤さんは東芝の“木かげ”という加藤さんのCMで初めて会ったんです。やっぱりいろんな人と交流を持ちたいし、自分が好きだなと思う人と仕事したいんで、一曲二曲でもやっていただけるなら、なるべく数多くの人と知り合いたいし。そういう人にお願いしてるんです」とし、後に加藤は「最初に会ったのは、CMの仕事の時だったんじゃないかな。シュガー・ベイブのレコードやター坊の最初のソロ・アルバムを持っていて知ってたんだけど、あの声質が必要だったの。その時、アルディみたいなのをやれば似合うんじゃないかって言って、テープをあげたのかな。ヨーロッパの感じがしたの、声の質とか、歌い方とか。実際、やってみたら、やっぱりピッタリだった。合っているといっても、やらしたということではなく、本人自身も興味を持って。女のシンガー・ソング・ライターというのはいっぱいいるけど、歌い方や声質だけで何かを表現できちゃうというのは持って生まれたところがあるから、やっぱり、非常に特異な存在だと思う」と、後にコメントしている。
アルバム全体振り返って大貫は「やはり25を過ぎると、何か変わるんですよね、心理的にも。女が女になっていくという境目があるとしたら、『ロマンティーク』からだと思います。たぶん。それから今までは割りと言いたい事は言ってしまっていた方なんですが、詞ひとつにしても“あ、これは言わないほうが傷つけないから言わないほうがいい”とか、そういった思いやりっていうのかしら、そういうのがこの頃になってやっとわかりかけてきたんです」とし、さらにその後「今、聴いてみると、ややプロデュース過剰な曲もあり、坂本さんと加藤さんの色合いがくっきり別れてしまいましたが、映画のようにロマンティックに、あるいは壮大に音楽で表現しようと試みた結果、そうなってしまったのだと思います。このアルバムをつくることによって、私は自分の声や曲調に対しての手がかりをいくつも発見することが出来たのです。そして、当時このアルバムの評価が予想を超えて支持されたことによって、私は自分の居場所を見つけることができたのです」と振り返っている。

## パッケージ、アートワーク
アルバムの帯には以下のキャッチコピーが記載されている。
ジャケットと歌詞カード表面の写真撮影は鋤田正義が手がけたが、後に鋤田はそのときのエピソードを「撮影では“奇麗に”、“可愛く”撮ろうと努めています。ただ、ジャケットの場合は“かっこよく”というのが加わるんですね。『ロマンティーク』も可愛く奇麗にですが、ちょっと力を抜いているんですね。以前から大貫さんを知っていましたが初対面ですから、お互いに照れるところがあって、なかなか撮影にならないんです。スタジオで撮ることは決めていましたから、代々木公園あたりをぶらぶらと空シャッターに近いスナップを切りながら数時間歩きまわって、慣れてきた頃にスタジオに戻りました。それは、その人の音楽のイメージを大切にしたかったからかもしれないですね」と語っていた。

## 収録曲

### SIDE A
1. CARNAVAL  –  (4:46)
  - 作詞・作曲：大貫妙子、編曲：坂本龍一
  - いわゆる“沈黙期”から聴き出していたというバグルスやスパークスなどの曲が好きで、そういったタイプの曲をやってみたいとの思いから作られた。バッキングにはこの当時のサポートを含めたイエロー・マジック・オーケストラのメンバー全員が参加しているが[注釈 6]、大貫は「イエローでやったら、きっとイエロー・サウンドになってしまうだろう。それでは自分の個性がなくなるし、しかし、あの時、彼らがああいう音を作らせたら一番日本でノッているから、彼らと一緒にやって、しかもイエローにならない方法はないだろうかと考えた末に出来たのが<CARNAVAL>という曲です」[4]とし、歌詞については「要するに都会はいつもカーニバルだということです。毎夜毎夜。何にもない、本当に何にもないお祭り騒ぎみたいなものだと思うんです。一夜飲んで騒ぐだけという…。そういうものを東京などの夜の、狂乱に例えて歌った歌です。何にもないという事なんです」[4]という。後にシングル・カットもされた[注釈 7]。
2. ディケイド・ナイト  –  (3:42)
  - 作詞・作曲：大貫妙子、編曲：坂本龍一
  - この曲も“何にもない”ことがテーマだという。「ディケイドって崩れ去るとか崩壊するという意味なんですが、そういう夜のことです。本当に何にもないと思っていますから、あそこには。『サンシャワー』[注釈 8]で<都会>という曲を書きましたけど、あの時よりもっと排他的になっているというイメージが強くて、それを書きました」[4]としている。
3. 雨の夜明け  –  (4:30)
  - 作詞・作曲：大貫妙子、編曲：坂本龍一
  - この曲は、初めて坂本と作り上げた新しい世界だとし、「久々に何か新しい世界を作り上げる事が出来たと思っています。この頃からかなり映画を意識していまして、ひとつの言葉のワン・シーンが音楽と言葉を通して後ろに映像が見えるようにということを特に意識して書きました」[4]という。この曲はシングル「CARNAVAL」[注釈 7]のB面に収録された。
4. 若き日の望楼  –  (3:54)
  - 作詞・作曲：大貫妙子、編曲：坂本龍一
  - 良き時代を懐かしむ意味の曲だという。「でも甘ったるいノスタルジーではありません。懐かしいけど、あれで別に良かったと思っているし、二度とああいう時は来ないんだろうし、それを見つめる目は、非常に醒めています。お金も何もなくても熱く燃えるものはあったという、そういう時代だった」[4]と。
5. BOHEMIAN  –  (4:06)
  - 作詞・作曲：大貫妙子、編曲：坂本龍一
  - 日本人である自分のことを“ボヘミアン”に例えた作品。大貫は「ひとりの人間がひとつの町で成功する事を夢見て出ていって、チャンスをつかもうとするんだけどダメで、また次の町へ流れていくというものなんです。それを世界をまたにかけてというと変だけど、永遠に流れていくという歌。自分の中のテーマとしてはパリ、ニューヨーク、東京というのがあって、そこを精神的にボヘミアンのようにさすらっていくイメージが強いんです」[4]という。

### SIDE B
1. 果てなき旅情  –  (4:42)
  - 作詞・作曲：大貫妙子、編曲：加藤和彦、ストリングス編曲：清水信之
  - この曲については「ひとりの少女が自分の愛を求めて、それから自分の仕事というか、新しい町で花を咲かせようとして旅を続ける歌なんですが、テーマになっているのはヨーロッパの町から町へっていうのかしら、そういう歌ですね」[4]としている。
2. ふたり  –  (3:47)
  - 作詞・作曲：大貫妙子、編曲：加藤和彦、ストリングス編曲：清水信之
  - この曲はロシアのイメージだという。「寒くて荒涼としてて、キエフってところはロシアの中でも新しいものが生まれて来る所で、すごくそこに興味があったんです。ある意味では亡命の歌なんです。で、亡命しようと、手に手をとって逃げようという事なのに男は逃げなかった、女だけ逃げてしまうという」[4]と答えていた。この曲も後にシングル・カットされた[注釈 9]。
3. 軽蔑  –  (3:37)
  - 作詞・作曲：大貫妙子、編曲：加藤和彦
  - 世の中全てのことを語っている曲だという。「もっと絞り込んでいけば、こういう仕事をしていると非常に私生活まで云々と言われる訳です。人が恋を失おうと誰と別れようと、人の酒の肴になる為に自分は恋をしている訳じゃないし、うるさいなっていうのがすごくあって、ほっといてほしいっていうのが。人の悲しみさえも酒の肴にしてしまう世の中に対しての怒りです」[4]と語っている。
4. 新しいシャツ  –  (3:59)
  - 作詞・作曲：大貫妙子、編曲：坂本龍一
  - 大貫はこの曲を「男と女の別れ、別れていくまさにその瞬間、どんなふうに自分の心が揺れ動いたかという事を歌った歌です。だから、人生の中では、思い出すと色々涙にくれることがあったとしても、一瞬その時って、例えば目の前で好きな人が死んでしまったとしても涙も出ないだろうという、一瞬は。そういうことだろうと思うんです、本当のショックって。で、愛は縛る事が出来ない、足にしがみついて行かないでと言っても、ダメなものはダメなんだと。それだったら最後ぐらいは泥沼になるよりも、今までふたりが育ててきたものを大切にしたほうがいいという、愛に対する考え方っていうのかしら、これもひとつのかたちです」[4]としている。
5. 蜃気楼の街  –  (2:45)
  - 作詞・作曲：大貫妙子、編曲：加藤和彦
  - シュガー・ベイブのアルバム『SONGS』[注釈 10]収録曲の再レコーディング。この曲を収録した理由を大貫は「随分御無沙汰した訳です、長い間。それまで聴いて下さったファンの為にというか、それから新たにこの『ロマンティーク』から買ってくれる人の為に入れたんです。もう一度シュガー・ベイブの時の歌を入れることで、ここから始まりであり、ここまで来たという事の分岐点みたいなものもありました」[4]としている。

## Taeko Ohnuki RCA Years Paper Sleeve Collection (CD:BVCK-37118)

### 解説
2006年、大貫監修・書下ろしセルフライナー収載による紙ジャケット仕様限定盤にて再発。シングル盤の未収録だった「愛にすくわれたい」をボーナス・トラックとして収録。2006年リマスタリング音源を使用。

### 収録曲
1. CARNAVAL  –  (4'47")
2. ディケイド・ナイト  –  (3'45")
3. 雨の夜明け  –  (4'33")
4. 若き日の望楼  –  (3'55")
5. BOHEMIAN  –  (4'09")
6. 果てなき旅情  –  (4'44")
7. ふたり  –  (3'48")
8. 軽蔑  –  (3'40")
9. 新しいシャツ  –  (4'02")
10. 蜃気楼の街  –  (2'48")
11. 愛にすくわれたい  –  (3'11")〈BONUS TRACK〉
  - 作詞・作曲 : 大貫妙子、編曲 : 清水信之
  - シングル「ふたり」[注釈 9]のB面にのみ収録された。その理由を「本当はA面になる予定だったんですが録ってみたらいかにも私らしくないのではないかという気がしてB面に入れてしまったんです。やっぱり合わない事はやらない方が良いと。これで売れたとしても後々<愛にすくわれたい>のイメージが強いと、そうでないものを作っても、やりにくいですよね。仕事が。だから、なるべく地味で売れなくても、自分にそったものを出していったほうが良いという事になりましてB面に入れました」[4]と語っていた。後に「こんな曲も書いていたのかと苦笑しています」[3]ともしている。

## レコーディング・メンバー

### CARNAVAL
- Arranger : 坂本龍一
- Rhodes Piano, Prophet 5 : 坂本龍一
- Electric Guitar : 大村憲司
- Electric Bass : 細野晴臣
- Drums : 高橋幸宏
- Computer programmed by 松武秀樹

### ディケイド・ナイト
- Arranger : 坂本龍一
- Acoustic Piano, Rhodes Piano, Prophet 5 : 坂本龍一
- Electric Guitar : 大村憲司
- Electric Bass : 細野晴臣
- Drums : 高橋幸宏
- Background Vocal : 大貫妙子

### 雨の夜明け
- Arranger : 坂本龍一
- Rhodes Piano, Prophet 5 : 坂本龍一
- Drums : 高橋幸宏
- Strings : 多グループ

### 若き日の望楼
- Arranger : 坂本龍一
- Acoustic Piano, Hammond Organ : 坂本龍一
- Electric Guitar : 大村憲司
- Electric Bass : 細野晴臣
- Drums : 高橋幸宏

### BOHEMIAN
- Arranger : 坂本龍一
- Acoustic Piano, Rhodes Piano, Prophet 5 : 坂本龍一
- Electric Guitar : 大村憲司
- Electric Bass : 細野晴臣
- Drums : 高橋幸宏
- Background Vocal : Frank Noël

∴ translated by Frank Noël

### 果てなき旅情
- Arranger : 加藤和彦
- Strings Arranger : 清水信之
- Acoustic Piano, Hammond Organ : 清水信之
- Electric Guitar Solo : 大村憲司
- Electric Guitar : 岩倉健二
- Electric Bass : 田中章弘
- Drums : 上原裕
- Strings : 多グループ
- Mandolin : 竹内郁子, 東京マンドリンアンサンブル
- Echo : 加藤和彦

### ふたり
- Arranger : 加藤和彦
- Acoustic Piano, KORG Σ : 岡田徹
- Electric Guitar, Acoustic Guitar : 白井良明
- Classic Guitar : 加藤和彦
- Electric Bass : 鈴木博文
- Drums, Shynthesizer Drums : 橿渕哲郎
- Percussion : ペッカー・橋田
- Trombone : 向井滋春
- Mandolin : 竹内郁子, 東京マンドリンアンサンブル
- Background Vocals : 大貫妙子, 横山博子, 日笠雅子, 佐藤奈々子, 桶田賢一, 小川英則, 東郷寛路, 戸田吉則, 小川英之

### 軽蔑
- Arranger : 加藤和彦
- KORG Σ : 岡田徹
- Electric Guitars : 加藤和彦, 白井良明
- Electric Bass : 鈴木博文
- Drums : 橿渕哲郎
- Background Vocal : 大貫妙子

### 新しいシャツ
- Arranger : 坂本龍一
- Acoustic Piano, Hammond Organ, Prophet 5, Moog Synthesizer : 坂本龍一
- Electric Guitar : 大村憲司
- Electric Bass : 細野晴臣
- Drums : 高橋幸宏
- Computer programmed by 松武秀樹

### 蜃気楼の街
- Arranger : 加藤和彦
- Strings Arranger : 清水信之
- Acoustic Piano : 清水信之
- Electric Guitar : 岩倉健二
- Classic Guitar : 加藤和彦
- Electric Bass : 田中章弘
- Drums : 上原裕
- Percussion : ペッカー・橋田
- Background Vocal : 大貫妙子

### 愛にすくわれたい
- 青山徹 : Guitar
- 奈良敏博 : Bass
- 清水信之 : Keyboards
- 島村英二 : Drums
- 松下誠 : Chorus

## クレジット
- All songs written by 大貫妙子
- All songs arranged & conducted by 坂本龍一, 加藤和彦
- Produced by 牧村憲一[1]
- Directed by 宮田茂樹[1]
- Recording Engineer 佐藤康夫
- Remix Engineers 佐藤康夫, 坂本龍一(A-1,2,3)
- Assistant Engineer 原井祐二
- photography 鋤田正義
- Art Direction 奥村靫正
- Design 奥村勒正, 宮本俊裕
- Hair, Make up & Stylist 瓜生実千代
- Supervisor 小倉エージ
- Recording Co-ordinator 日笠雅子 (ROMANTIC PLANET)
- Recording Management 小川英則 (OUR HOUSE)
- 細野晴臣, 坂本龍一, 高橋幸宏 appear through the courtesy of Alfa Records
- 岡田徹, 白井良明, 鈴木博文, 橿渕哲郎appear through the courtesy of CROWN Record
- 加藤和彦 appear through the courtesy of Warner Pioneer Corporation
- 向井滋春 appear through the courtesy of Nippon Columbia
- 清水信之 appear through the courtesy of KING Record
- Special thanks to 大蔵火呂死&ヨロシタMUSIC, MOON RIDERS Office, 加藤和彦事務所

### CD:BVCK-37118
- “Taeko Ohnuki RCA Years Paper Sleeve Collection”
- 監修 : 大貫妙子
- Remastered in November 2006 by 中里正男 (音響ハウス)
- Originally Released in 1980/7/21 as RCA LP:RVL-8049

## カバー
| 曲名         | アーティスト                                   | 収録作品（初出のみ）                            | 発売日         | 規格       | 生産番号    |
| ------------ | ---------------------------------------------- | ----------------------------------------------- | -------------- | ---------- | ----------- |
| 新しいシャツ | 高橋洋子                                       | 新しいシャツ                                    | 1996年10月2日  | SCD        | KTDR-2169   |
| 新しいシャツ | 高橋洋子                                       | Living with joy                                 | 1996年10月25日 | CD         | KTCR-1401   |
| 新しいシャツ | SMOOTH ACE                                     | Smooth Le Gout Avec Piano                       | 2002年5月22日  | CD         | TOCT-24782  |
| CARNAVAL     | Studio Mule feat. 甲田益也子 (dip in the pool) | Carnaval feat. Miyako Kouda aka Dip in the Pool | 2018年3月23日  | 12" Single | STUDIOMULE3 |